# Diadophis punctatus modestus
Diadophis punctatus modestus is een slang uit de familie toornslangachtigen (Colubridae) en de onderfamilie Dipsadinae. Het is een van de dertien ondersoorten van de ringnekslang (Diadophis punctatus). De ondersoort werd voor het eerst wetenschappelijk beschreven door Marie Firmin Bocourt in 1866.
Diadophis punctatus modestus komt voor in de Verenigde Staten en is endemisch in de staat Californië. De habitat bestaat uit bergstreken en zanderige omgevingen zoals duinen.
De slang bereikt een lichaamslengte van 21 tot 52 centimeter. De lichaamskleur is grijs tot bruin. De buikzijde is oranjerood gekleurd en de onderzijde van de staart is rood gekleurd. De buikzijde is voorzien van een vlekkenpatroon dat bestaat uit vele zwarte vlekken. De ring om de nek waaraan de soortnaam te danken is, is smal en ongeveer twee schubben dik.